# TNT (band)
TNT is een heavy-metal band uit Trondheim, Noorwegen opgericht in 1982. Ze zijn voornamelijk bekend van nummers als 10,000 Lovers en Intuition.
De band heeft veertien studioalbums, drie EP's en vier livealbums uitgebracht en heeft sinds de oprichting talloze wisselingen in de bezetting ondergaan. Gitarist Ronni Le Tekrø is het enige constante lid van de band. TNT heeft tussen de 4 en 5 miljoen albums wereldwijd verkocht sinds 2016.

## Discografie
- TNT (1983)
- Knights of the New Thunder (1984)
- Tell No Tales (1987)
- Intuition (1989)
- Realized Fantasies (1992)
- Firefly (1997)
- Transistor (1999)
- My Religion (2004)
- All the Way to the Sun (2005)
- The New Territory (2007)
- Atlantis (2008)
- A Farewell to Arms (2010)
- XIII (2018)